# الدولة التغلقية
الدولة التغلقيَّة أسسها غياث الدين تغلق، وهو تركي الأصل بدأ حياته جنديًا بسيطًا فظل يرتقي حتى وصل إلى أمير الخيل، ثم بلغ مرتبة القيادة ولمع نجمه إبان حكم السلطان علاء الدين الخلجي، ثم أسس لنفسه إمارة مستقلة في مدينة تغلق، وفي سنة (721هـ - 1321م) ارتقى غياث الدين تغلق عرش دلهى بعد أن أنقذ المدينة من سيطرة الهنادكة الذين عاثوا فيها فسادًا، وجهد تغلق في تدعيم حكمه والعمل على استعادة دلهى لطابعها الإسلامي وهيبتها ونفوذها، فبدأ بإحياء تعاليم الإسلام في حكومته، واستعادة بعض الأقاليم التي قد ضاعت من حوزة مملكة دلهى. وأنشأ غياث الدين نظامًا محكمًا للبريد فأمن الطرق وعبدها مما جعل البريديون يقومون بمهمتهم في دقة وسرعة لم تشهد الهند لها مثيلاً وشجع تغلق الناس على تعمير الأرض وإصلاحها فشق الترع والقنوات وخفض من خراج الأرض.
وفي سنة (725هـ - 1325م) توفي السلطان غياث الدين وخلفه ابنه فخر الدين وتسمى بمحمد تغلق. وقال المؤرخون عن محمد تغلق إنه كان يقرب المشتغلين بالعلوم والآداب بل كان هو نفسه أديبًا، وله عدد من المنثورات والمنظومات الفارسية، وهذا دفعه إلى إقامة العدد من دور الشفاء وملاجئ المرضى والعجزة وأشرف عليها بنفسه. وفي سنة (727هـ) دخل المغول الهند فاستولوا على لمغان والملتان ثم اتخذوا طريقهم إلى دلهى ورأى محمد تغلق أن يتجنب الصدام مع هذا العدو القوى فحمل العديد من الأموال وأرسلها مع وفد من رجاله إلى الزعيم المغولي ترميشيرين خان حتى ارتضى الرجوع عن دلهي وأقاليمها.
أعجب محمد تغلق بمدينة «ديوكر» بموقعها الطبيعي الحصين وتوسطها لأقاليم مملكته فأراد نقل عاصمة الدولة إليها ولكن الناس استاؤوا من ذلك وتبين له فساد هذا الرأي فعاد مرة أخرى إلى العاصمة العريقة دلهي. تغالى محمد تغلق في جمع الأموال وفرض الضرائب مما جعل بعض الناس يهجرون أراضيهم فرارًا مما ألزموا به من أموال فعم الخراب والجفاف بعض الأقاليم وحاول محمد تغلق إجراء بعض الإصلاحات الاقتصادية ولكنه فشل فيها مما سبب خسارة كبيرة في بيت المال وشيوع الثورات والاضطرابات فاستقلت كثير من الولايات التي كانت تتبع الدولة.
في سنة (752هـ - 1351م) توفى محمد تغلق أثناء إحدى حملاته على بلاد السند ولم يكن له ولد فعهد بالملك من بعده إلى ابن عمه فيروز تغلق.
و بعد جلوس فيروز شاه على عرش دلهى خرج محاولاً استعادة بعض الأقاليم التي استقلت عن السلطنة وكاد يستولى على إمارة البنغال بعد أن حاصرها كثيرًا ثم تركها، وفي (760هـ - 1359م) خرج فيروز شاه ثانية لاسترداد البنغال وحاصرها من جديد ولكن أمير البنغال أرسل إليه بالهدايا الكثيرة مشفوعة بتوسلاته التي رق لها قلب السلطان فرجع عنها للمرة الثانية.
في سنة (760هـ - 1359م) استولى فيروز شاه على إقليم «ججنكر» الهندوكي وحطم معابده ثم أقبل عليه أمير الإقليم الهندوكي وأعلن ولائه للسلطان على جزية كبيرة يدفعها. استولى فيروز شاه على حصن «نكركت» سنة (761هـ - 1360م) وصار هذا الحصن يعرف فيما بعد باسم «محمد آباد» نسبة إلى محمد تغلق.
اتجه فيروز شاه إلى الإصلاحات الداخلية فأحكم نظام الضرائب ورفع الكثير منها وعني باستصلاح الأراضي البور كما أنه ألغى نظام الإقطاع وألغى الكثير من العقوبات والعادات غير الإنسانية التي كان يمارسها الهنادكة، ومنها عادة الساتي حيث تحرق المرأة التي توفي زوجها معه إذا لم يكن لها ولد. وأنشأ فيروز شاه ديوانا يعرف بديوان الخيرات ليعين بماله على تزويج الفتيات الفقيرات ويرعى المرضى والضعفاء والشيوخ بما يجريه عليهم من أموال وما يقيمه لهم من دور الشفاء.
ويقول المؤرخون إن فيروز شاه كان له اتجاه خاص نحو المشاريع العمرانية، وقد ذكر المؤرخون لها إحصاءات، وجاء اختلاف بينهم في ذكر الأرقام وإن كانوا يجمعون على كثرتها والإشادة بها ويقول صاحب «نزهة الخواطر»: «وبالجملة فإنه حفر خمسين نهرًا، وبنى أربعين مسجدًا، وعشرين قصرًا، وخمسين مارستانًا (مستشفى)، ومائة مقبرة، وعشرة حمامات، ومائة جسر»، وأنشأ فيروز شاه كذلك ثلاثين مدرسة كما أنشأ مدينة جديدة قرب دلهى سنة (755هـ - 1354م) وسماها فيروز آباد.
أدى شغف فيروز شاه بالعلم إلى قدوم عدد من العلماء الكبار إلى بلاده للتدريس في مدارسه ومنهم العالم الهندي المشهور مولانا جلال الدين الرومي.
في سنة (790هـ - 1388م) توفي السلطان فيروز شاه وكان قد عهد بالملك إلى حفيده غياث الدين ابن فتح خان ولكنه انصرف عن شئون الدولة إلى متعه وملاهيه، وعامل الأمراء وكبراء الدولة معاملة سيئة فثاروا عليه وقتلوه، ووقع بعد ذلك خلاف وصراع على الحكم بين محمد تغلق الثاني وابن عمه أبي بكر.
في سنة (793هـ - 1390م) جلس محمد تغلق الثاني على عرش دلهي وبعد جلوسه بدأ يطارد ابن عمه أبا بكر والأمراء الآخرين الثائرين عليه. وتوفي محمد تغلق الثاني (795هـ - 1392م) وترقى العرش من بعده ابنه مايون شاه ولكنه توفي بعد أيام قليلة فخلفه أخوه ناصر الدين محمود تغلق.
تنافس أمراء ورجال الدولة فيما بينهم على السلطة ومظاهر النفوذ وأدى ذلك إلى استقلال الكثير من الإمارات والحصون عن الدولة. وفي سنة (799هـ - 1397م) زحف حفيد زعيم المغول تيمورلنك على الهند وتمكن من هزيمة السلطان ناصر الدين محمود تغلق، واستولى على سلطنة دلهي وبذلك سقطت الدولة التغلقية في الهند وبدأ العصر المغولي.

## الحكام
- غياث الدين تغلق الأول (1321 - 1325)
- فخر الدين محمد شاه بن تغلق (1325 - 1351)
- فيروز شاه تغلق (1351 - 1388)
- غياث الدين تغلق الثاني بن فتح خان بن فيروز شاه (1388 - 1389)
- أبو بكر خان بن ظفر خان بن فيروز شاه (1389 - 1390)
- ناصر الدين والدنيا محمد شاه بن فيروز شاه (1390 - 1393)
- علاء الدين سكندر شاه بن محمد شاه بن فيروز شاه -همايون خان (مارس- أبريل 1394)
- ناصر الدين نصرت شاہ تغلق ابن فتح خان ابن فيروز شاہ حكم الغرب من فيروز أباد (1394-1398)
- ناصر الدين محمود شاه بن محمد شاه بن فيروز شاه (1394 - 1413) حكم الشرق من دلهي حتى 1398